# Sigrid Mutscheller
Sigrid Mutscheller (* 12. Februar 1976 in Hauzenberg als Sigrid Lang) ist eine deutsche Triathletin und die bisher erfolgreichste Wintertriathletin der Welt.

## Werdegang
Sigrid Mutscheller ist sechsmalige Weltmeisterin im Winter-Triathlon (Laufen, Mountainbike und Skilanglauf) und sie startet für das Team multisportsnetwork aus Aidlingen. Sie ist Gymnasiallehrerin für Sport und Deutsch und unterrichtet aktuell an der Naturwissenschaftlich-Technischen Akademie Isny Deutsch.
Von 1993 bis 1996 war sie Mitglied der Jugend- und Junioren-Nationalmannschaft im Skilanglauf (C-Kader). Danach war sie bis 1997 Mitglied der Damen-Nationalmannschaft im Skilanglauf. Dabei gewann sie bei den Junioren-Weltmeisterschaften 1996 mit der deutschen Langlaufstaffel die Silbermedaille. Bei der Winter-Universiade 1997 in Muju holte sie Bronze mit der Staffel.

### Wintertriathlon-Nationalmannschaft seit 1998
Seit 1998 ist sie in der Wintertriathlon-Nationalmannschaft. Neben ihren Erfolgen im Wintertriathlon kann sie auch Erfolge im Triathlon, Cross-Triathlon und Duathlon vorweisen.
Im Skilanglauf gewann sie 2010 und 2017 beim Koasalauf über 50 km Freistil, im Jahr 2011, 2012, 2015 und 2018 beim König-Ludwig-Lauf über 50 km Freistil und 2017 und 2018 den Ganghoferlauf über 40 km Freistil.

### Triathlon seit 2011
Im Oktober 2015 startete die damals 39-jährige beim Ironman Hawaii (3,86 km Schwimmen, 180,2 km Radfahren und 42,195 km Laufen).

## Sportliche Erfolge
| Datum/Jahr    | Rang | Wettbewerb                                  | Austragungsort  | Zeit     | Bemerkung |
| ------------- | ---- | ------------------------------------------- | --------------- | -------- | --- |
| 22. Feb. 2008 | 1    | ITU Winter Triathlon World Championships    | Freudenstadt    | 01:51:04 | Wintertriathlon-Weltmeisterin beim „Coolman“ in Freudenstadt                                                           |
| 2008          | 1    | ITU Winter Triathlon World Championships    | Freudenstadt    | 01:35:58 | Sieg in der Staffel (3 × 2,5 km Laufen, 3 km MTB und 2,5 km Skilanglauf) zusammen mit Jutta Schubert und Anke Kullmann |
| 2008          | 1    | DTU Deutsche Meisterschaft Wintertriathlon  | Oberstaufen     |          | |
| 1. Feb. 2008  | 1    | ETU Winter Triathlon European Championships | Gaishorn am See | 01:34:29 | |
| 3. März 2007  | 1    | ITU Winter Triathlon World Championships    | Flassin         | 01:53:24 | Sigrid Mutscheller holte sich bereits den fünften Titel als Wintertriathlon-Weltmeisterin.                             |
| 4. Feb. 2007  | 1    | DTU Deutsche Meisterschaft Wintertriathlon  | Oberstaufen     | 01:12:21 | |
| 9. Feb. 2007  | 1    | ETU Winter Triathlon European Championships | Steg            | 01:30:10 | 6 km Laufen, 10 km Mountainbike und 9,3 km Skilanglauf                                                                 |
| 25. März 2006 | 1    | ITU Winter Triathlon World Championships    | Sjusjøen        | 01:41:24 | Wintertriathlon-Weltmeisterin                                                                                          |
| 2006          | 1    | DTU Deutsche Meisterschaft Wintertriathlon  | Deutschland     |          | |
| 4. März 2006  | 1    | ETU Winter Triathlon European Championships | Schilpario      | 01:39:09 | |
| 5. März 2005  | 1    | ITU Winter Triathlon World Championships    | Štrbské Pleso   | 01:18:15 | Wintertriathlon-Weltmeisterin                                                                                          |
| 2005          | 1    | ETU Winter Triathlon European Championships | Freudenstadt    |          | beim CoolMan |
| 13. März 2004 | 1    | ITU Winter Triathlon World Championships    | Wildhaus        | 01:18:11 | Wintertriathlon-Weltmeisterin                                                                                          |
| 2004          | 1    | DTU Deutsche Meisterschaft Wintertriathlon  | Deutschland     |          | |
| 2004          | 1    | ETU Winter Triathlon European Championships | Wildhaus        |          | |
| 2003          | 2    | ITU Winter Triathlon World Championships    |                 |          | Vizeweltmeisterin Wintertriathlon                                                                                      |
| 2003          | 1    | DTU Deutsche Meisterschaft Wintertriathlon  | Deutschland     |          | |
| 2003          | 2    | ETU Winter Triathlon European Championships |                 |          | |
| 23. Feb. 2002 | 2    | ITU Winter Triathlon World Championships    | Brusson         | 01:47:49 | Vizeweltmeisterin Wintertriathlon                                                                                      |
| 2002          | 1    | DTU Deutsche Meisterschaft Wintertriathlon  | Deutschland     |          | |
| 2002          | 1    | ETU Winter Triathlon European Championships | Achensee        |          | |
| 2001          | 1    | \|ITU Winter Triathlon World Championships  |                 |          | Wintertriathlon-Weltmeisterin                                                                                          |
| 2001          | 1    | DTU Deutsche Meisterschaft Wintertriathlon  | Deutschland     |          | |
| 2001          | 2    | ETU Winter Triathlon European Championships |                 |          | |
| 2000          | 1    | DTU Deutsche Meisterschaft Wintertriathlon  | Deutschland     |          | |
| 2000          | 1    | ETU Winter Triathlon European Championships |                 |          | |
| 1999          | 1    | DTU Deutsche Meisterschaft Wintertriathlon  | Deutschland     |          | |
| 1998          | 2    | ITU Winter Triathlon World Championships    |                 |          | Vizeweltmeisterin Wintertriathlon                                                                                      |

| Datum/Jahr    | Rang | Wettbewerb                     | Austragungsort | Zeit       | Bemerkung                                                                        |
| ------------- | ---- | ------------------------------ | -------------- | ---------- | -------------------------------------------------------------------------------- |
| 1. Sep. 2018  | 5    | Triathlon Grado                | Grado          | 02:16:26   | Fünfte hinter Lisa Hütthaler                                                     |
| 26. Aug. 2018 | 5    | Trans Vorarlberg Triathlon     | Bregenz        | 04:33:06,2 |                                                                                  |
| 30. Juni 2018 | 1    | Unterallgäu-Triathlon          | Ottobeuren     | 02:00:55   | Olympische Distanz                                                               |
| 3. Juni 2018  | 3    | Luschnouar Ironmännli          | Lustenau       | 00:54:52   | auf der Sprintdistanz                                                            |
| 20. Aug. 2017 | 2    | Allgäu Triathlon               | Immenstadt     | 02:32:35,9 | Zweite auf der olympischen Distanz, beim Allgäu Olymp                            |
| 8. Mai 2016   | 1    | Heidesee-Triathlon             | Forst          |            | Siegerin vor Celia Kuch                                                          |
| 10. Okt. 2015 |      | Ironman Hawaii                 | Hawaii         | 11:05:50   | [ 12 ]                                                                           |
| 17. Mai 2015  | 3    | Heidesee-Triathlon             | Forst          | 01:37:22   | verkürzte olympische Distanz (1 km Schwimmen, 32 km Radfahren und 7,5 km Laufen) |
| 17. Aug. 2014 | 2    | Gmunden Triathlon              | Gmunden        |            | auf der Sprintdistanz                                                            |
| 4. Sep. 2011  | 10   | Challenge Walchsee-Kaiserwinkl | Walchsee       | 04:47:26   |                                                                                  |

| Datum/Jahr    | Rang | Wettbewerb                                 | Austragungsort | Zeit    | Bemerkung                                                      |
| ------------- | ---- | ------------------------------------------ | -------------- | ------- | -------------------------------------------------------------- |
| 19. Juni 2004 | 2    | Xterra Austria                             | Achensee       |         | Zweite hinter der US-Amerikanerin Jamie Whitmore               |
| 29. Juli 2000 | 1    | DTU Deutsche Meisterschaft Cross-Triathlon | Immenstadt     | 3:31:52 | Deutsche Meisterin Cross-Triathlon beim Allgäu Cross TriLenium |

| Datum/Jahr    | Rang | Wettbewerb             | Austragungsort | Zeit | Bemerkung |
| ------------- | ---- | ---------------------- | -------------- | ---- | --------- |
| 16. Sep. 2007 | 2    | Falkensteiner Duathlon | Falkenstein    |      |           |

| Datum/Jahr | Rang | Wettbewerb               | Austragungsort | Zeit       | Bemerkung     |
| ---------- | ---- | ------------------------ | -------------- | ---------- | ------------- |
| Jan. 2018  | 1    | Ski-Trail Tannheimer Tal | Bad Hindelang  | 02:54:37,1 | Skating 60 km |

| Datum/Jahr    | Rang | Wettbewerb    | Austragungsort | Zeit    | Bemerkung                              |
| ------------- | ---- | ------------- | -------------- | ------- | -------------------------------------- |
| 23. Juni 2021 | 2    | Pfänderrennen | Bregenz        | 28:06,0 | hinter Stefanie Frei (6 km und 590 hm) |

### Skilanglauf
- Deutsche Jugendmeisterin 1994
- Vizeweltmeisterin Junioren 1996 (Staffel)
- Deutsche Hochschulmeisterin 1998

### Cross-Triathlon
- Xterra-Europe, Dritte in der Gesamtwertung (2004)